# Franco Cucinotta
Franco Cucinotta (Novara di Sicilia, 22 giugno 1952) è un ex calciatore italiano, di ruolo attaccante, attivo per tutta la sua carriera in Svizzera, noto per essere stato il capocannoniere della Coppa dei Campioni 1976-77.

## Biografia
Nato a Novara di Sicilia nel 1952, Franco Cucinotta crebbe a Montreux, in Svizzera, città in cui la sua famiglia emigrò per lavoro nel 1960.
Formatosi calcisticamente nelle giovanili del Montreux-Sports, debuttò in prima divisione svizzera nel 1970 nelle file del Losanna per poi passare al Sion, militando in entrambe le compagini come dilettante.
Nel 1976 ebbe il suo primo contratto da professionista, a 24 anni, nei ranghi dello Zurigo, fresco campione svizzero, che lo acquistò per 250000 CHF (circa 120 milioni di lire dell'epoca); la sua prima stagione si rivelò essere quella migliore della sua carriera; benché terminato il campionato nazionale al terzo posto, infatti, Cucinotta fu capocannoniere del torneo con 28 goal e, a livello internazionale, giunse con lo Zurigo fino alla semifinale di Coppa dei Campioni 1976-77, nella quale la squadra fu eliminata con un complessivo 6-1 dai futuri campioni europei del Liverpool.
Anche in tale competizione si laureò miglior marcatore con 5 goal, a pari merito con il tedesco occidentale Gerd Müller; per le sue caratteristiche e la sua prolificità fu accostato a Pietro Anastasi, attaccante all'epoca in forza alla Juventus e anch'egli nativo della Sicilia.
Al termine della stagione 1976-77 vi fu un interessamento al giocatore da parte del Varese all'epoca nella serie B italiana, ma le norme federali di allora, che non permettevano il tesseramento di calciatori non italiani, facevano altresì eccezione per gli italiani provenienti da altra federazione solo previa transito per una stagione in un campionato dilettantistico nazionale (serie D e categorie inferiori), cosa che rese impraticabile un trasferimento in Italia; ciononostante Cucinotta non prese la cittadinanza svizzera, grazie alla quale avrebbe potuto giocare a livello internazionale con la nazionale elvetica, proprio allo scopo di poter essere libero di tornare in Italia quando si fosse tornato a permettere il tesseramento di giocatori non italiani o provenienti da federazione non italiana.
Nel 1978 passò quindi al Chiasso, che lo acquistò dallo Zurigo per 400000 CHF (ca. 200 milioni di lire).
Dopo una stagione tra i ticinesi si trasferì nelle file del Servette di Ginevra, dove trascorse due stagioni, per poi passare nuovamente dal 1981 al Sion.
Terminò la sua carriera nel 1985 senza essere mai riuscito a giocare in Italia e, lasciato il calcio, si impiegò nel settore assicurativo; divorziato nel 1988, accolse il consiglio di un suo ex compagno di squadra e si trasferì a lavorare in Africa dove rimase fino al 2007; tornato in Svizzera è occupato nel settore finanziario.

## Palmarès
- Coppa Svizzera: 1 
Sion: 1981-82
- Coppa di Lega svizzera: 1 
Servette: 1979-80